# Fédération française de surf
 (janvier 2015).
Si vous disposez d'ouvrages ou d'articles de référence ou si vous connaissez des sites web de qualité traitant du thème abordé ici, merci de compléter l'article en donnant les références utiles à sa vérifiabilité et en les liant à la section « Notes et références ».
 (janvier 2015).
La Fédération française de surf, fondée en 1964, est une fédération sportive française destinée à la pratique du surf. Son siège est situé à Hossegor dans les Landes. Elle bénéficie d'une délégation de pouvoir du ministère de la Ville, de la Jeunesse et des Sports et du Comité international olympique (CIO) pour organiser, développer et réglementer la pratique du surf et des disciplines associées.

## Affiliation
- Fédération internationale de surf (ISA)
- Fédération européenne de surf (ESF)
- Comité national olympique et sportif français (CNOSF)

## Disciplines associées
- Longboard
- Bodyboard
- Bodyboard Dropknee
- Kneeboard
- Skimboard
- Bodysurf
- Surf tandem
- Stand up paddle
- Surf Foil

## Chronologie[2]
1964 - Création de la Fédération française de surfridingLa Fédération française de surf est créée par Guy Petit, alors maire de Biarritz. Son siège est basé à l'office de tourisme de Biarritz. L'objectif de la création de la Fédération était de réunir toutes les « tribus » des plages qui étaient en concurrence. Le Surf Club de la Chambre d'Amour devient le Surf Club de France, qui rivalisera avec le Waikiki de la Côte des Basques. Le 20 août, a lieu la réunification de ces clubs. La Fédération française est affiliée à l'Association internationale de surf (ISA).
1965 - Déclaration en publication au Journal officielSi la Fédération est créée en août 1964, la déclaration en préfecture n'intervient que le 13 juin de l'année suivante, et est publiée au Journal officiel de la République française le 24 juin 1965.
1965 - Les premiers championnats de France de la FFSLes premiers championnats de France de la FFS ont lieu à Anglet. Joël de Rosnay et Marie-Christine Delanne sont sacrés champions de France. Cette même année, Joël de Rosnay et Philippe Gérard représentent la France aux deuxièmes championnats du monde qui se déroulent à Lima, au Pérou.
1966 - Obtention de l'agrément ministérielLe surf gagne les Landes et la côte girondine avec deux pôles incontournables : Hossegor et Lacanau. En France, la compétition prend un nouveau tournant avec les frères Jean-Marie et François Lartigau, lesquels remportent les championnats de France pendant quatre années consécutives.
1966 - le premier comitéDeux ans après la création de la FFS, le Comité régional d'Aquitaine voit le jour. Il regroupe les différents clubs de la région.
1972 - Habilitation de la FFS à réglementer la pratique du surfLa Fédération française de surf reçoit la délégation de pouvoir du ministère de la Santé, de la Jeunesse, des Sports et de la Vie Associative, pour organiser, développer et réglementer la pratique du surfriding et de ses disciplines associées.
1973 - Création du premier Brevet fédéral de SurfUn premier par vers l'enseignement du surf s'effectue par la création de ce premier Brevet fédéral de surf.
1982 - La barre des 1 000 licenciés est franchie
1984 - Un nouveau tournantLa FFSS déménage et s'installe à Hossegor, dans un bâtiment de la mairie. En parallèle au surf, les disciplines associées comme le bodyboard notamment, prennent leur envol.
1984 - Création de la Ligue réunionnaise de surfLa Ligue réunionnaise de surf voit le jour sur l'Ile de La Réunion en 1984 et est rattachée à la FFS.
1985 - La barre des 2 000 licenciés est franchie
1987 - Création du brevet d'État de surfLe surf se professionnalise notamment grâce à la création du brevet d'État de surf. Il y a une réelle volonté de la Fédération que les surfeurs puissent vivre de leur discipline. La première session se déroule en septembre, six récipiendaires obtiennent le « BE surf ».
L'enseignement du surf contre rémunération se légalise, les écoles de surf commencent à s'implanter sur les côtes et à se développer.
1987 - Création d'un Sport Étude de surf expérimentalLe collège et le lycée de Biarritz en sont les deux établissements pilotes.
1987 - la Guadeloupe rejoint la FFSCréation du Comité guadeloupéen de surf en Guadeloupe ,qui est reconnu par la FFS.
1989 - Reconnaissance par le CNOSFLa fédération est officiellement reconnue par le Comité national olympique et sportif français (CNOSF). C'est la première fédération nationale de surf au monde à être reconnue par son propre Comité national olympique.
1990 - Une discipline de haut niveauLa Commission nationale du Sport de haut niveau reconnaît le surf comme discipline de Haut Niveau. Le surf bénéficie des dispositions prévues pour les sportifs de haut niveau : suivi social, aides individualisées, suivi médical, structures d'accession au haut niveau, etc..
1990 - Un directeur technique national à la FFSSCréation et nomination d'un poste de Directeur technique national, agent du ministère des Sports, placé auprès de la FFSS pour en assurer le développement.
1993 - Nouvelle dénomination pour le sport-étudeLe sport-étude de Biarritz devient un centre permanent d'entraînement et de formation.
1994 - un premier cadre technique nationalQuatre ans après la création du poste de directeur technique national, la Fédération française de surf obtient du ministère des Sports un premier cadre technique national (CTN.)
1995 - Haut niveau et label « École Française de Surf »La Commission nationale de sport de haut niveau valide la filière "haut niveau" pour le surf.
Création du label qualité « École Française de Surf ». Il est attribué par la Commission labellisation de la Fédération française de surf, aux structures associatives ou privées qui souhaitent être respectueuses d'une charte de qualité d'enseignement.
1996 - Labélisation du Pôle France de BiarritzLes appellations antérieures « Sports études, Centre Permanent d'Entraînement et de Formation » sont remplacées par l'appelation « Pôle France ».
Par ailleurs les Pôles Espoirs à La Réunion et en Guadeloupe sont en cours de labélisation. Reconnaissance par le ministère des Sports.
1997 - Création de l'association Surf InsertionLe but de cette association est d'assurer l'accessibilité, l'insertion professionnelle, l'éducation et la formation des jeunes et des quartiers sensibles, ainsi que dans les zones rurales d'Aquitaine, et sur tout le territoire français, à travers la pratique des sports de glisse. Elle reçoit l'agrément de la Fédération française de surf.
2001 - L'insertion récompenséeLa Fédération française de surf est consacrée fédération sportive la plus active dans le domaine de l'insertion et de la citoyenneté.
2001 - La Bretagne a son Pôle espoirsLe Pôle espoirs de Bretagne voit le jour à la Torche.
2002 - Le Pôle France déménage à BayonneInstallé à Biarritz depuis 1987 (sous l'appellation « Sport-études »), le Pôle France déménage à Bayonne.
2010 - Le Stand Up Paddle intègre la FFSLa Fédération française de surf obtient la délégation pour la réglementation et le développement de la pratique du Stand up paddle.
2010 - Création du Pôle espoirs AquitaineLe Pôle France se « divise » en deux avec un Pôle France jeunes et la création du Pôle espoirs Aquitaine.
2010 - Excellence sportiveRédaction du Parcours d'excellence sportive, qui remplace les filières de haut niveau.
2011 - La barre des 10 000 licenciés est franchie
2013 - StatsLa fédération compte 13 188 licenciés, dont 3 187 compétiteurs et 449 éducateurs.
2014 - Le Pôle France déménage à BiarritzAprès quatorze années à Bayonne, les surfeurs-scolaires retournent à Biarritz pour la rentrée de septembre.
2014 - La Fédération fête ses 50 ansLe 20 août 2014, la Fédération française de surf fête ses cinquante ans à la Côte des Basques, là où tout a commencé cinq décennies plus tôt. Étaient présents les surfeurs des années 1960 à 2010, dont notamment René Bégué, Guy Lafite, Joël de Rosnay, Antoine Delpero…
2014 - Les championnats du cinquantenaireDu 18 au 26 octobre 2014, la Fédération organise ses championnats de France à Hossegor pour célébrer ses cinquante ans. Quelque 450 compétiteurs de la France entière et de l'outremer y participent. Durant dix jours, les conditions sont exceptionnelles pour délivrer les vingt-cinq titres des sept disciplines. Le vendredi 24 octobre, elle réunit 200 personnes au Casino de Hossegor pour souffler ses 50 bougies en présence de nombreuses personnalités sportives et politiques.
2014 - StatsLa Fédération française de surf regroupe 14 970 licenciés, répartis dans 162 clubs de l'Hexagone et outre-mer. Elle compte par ailleurs 124 Écoles françaises de surf.

## Présidents
Ci-dessous la liste des présidents de la Fédération française de surf :
- 1964-1969 : Guy Petit
- 1969-1972 : Jean-Noël Bladinaire
- 1973-1976 : Jacques Fagalde
- 1977-1980 : Jean-Baptiste Caulonque
- 1981-1984 : Jean-Pierre Vilaverde
- 1985-1988 : Jean-Louis Bianco
- 1989-1992 : Jean Saint-Jean
- 1993-2004 : Alain Farthouat
- 2005-2020: Jean-Luc Arassus
- Depuis 2020 : Jacques Lajuncomme (réélu en 2025)

## Historique de la Fédération française de surf

### Les origines
Sept ans après l'apparition du surf en France sur les vagues de Biarritz, la Fédération française de surfriding est créée sous la présidence de Monsieur  Guy Petit, maire de Biarritz à l'époque. Elle entend fédérer les clubs de surf du littoral.
Ceux-ci, pionniers, sont à cette époque au nombre de quatre. Le plus ancien est le Waikiki surf club créé le 16 septembre 1959 par Carlos Dogny, Peter Viertel, Jacques Rott, Georges Hennebutte, Joël de Rosnay et Michel Barland. Parmi les membres du club, citons notamment André Plumcocq, Robert Bergeruc, Pierre Laharague, Joseph et Jo Moraiz, Paul Pondepeyre, Henri Etchepare et Claude Durcudoy. Le Waikiki est installé dans les établissements des Bains de la Côte des Basques. Le Surf Club de la chambre d'amour est, lui, créé le 27 août 1963. Il est inauguré par le Dr Lacroix, maire d'Anglet, et Deborah Kerr, célèbre actrice américaine des années soixante et épouse de Peter Viertel, lequel a introduit le surf en France six ans plus tôt. Installé dans l'établissement des bains de la cité angloy, il a pour président Joël de Rosnay. Il est rebaptisé quelques mois plus tard : Surf Club de France.
Cette même année, deux autres clubs viennent grossir les rangs : l'USB et le Kostakoak de Bidart. L'objectif de la création de la fédération est de réunir toutes les « tribus » des plages qui se font concurrence. Le 20 août 1964, au lendemain de la diffusion à la télé de l'émission Les Coulisses de l'exploit consacré au surf, a lieu à la Côte des Basques la réunification de ces clubs par le maire de Biarritz, Guy Petit. Le siège est basé à l'office du tourisme de la ville. La Fédération française est dans la foulée affiliée à la Fédération internationale qui, elle aussi, vient d'être créée.

### Les premières compétitions
Si les championnats de France ont eu lieu à Biarritz depuis 1961, les premiers championnats sous l'égide de la Fédération française de surfriding se dispute en 1965 à Anglet.  Joël de Rosnay et Marie-Christine Delanne sont sacrés champions de France. Cette même année, Jacky Rott et Jo Moraiz représentent la France aux deuxièmes championnats du monde qui se déroulent à Lima, au Pérou.
Deux ans après la création de la FFS, le Comité régional d'Aquitaine voit le jour. Il regroupe les différents clubs de la région.
Médiatisés dans les magazines et films de surf américains, les spots français, dont celui de la Barre, attirent de plus en plus d'étrangers. On organise alors des compétitions internationales auxquelles participent les grands noms de l'époque : les Australiens Bob Keenan, Mickael Hickey, Nat Young, Wayne Carroll, Peter Troy, les Hawaïens Jan Lee, Gerry López, Jeff Hackman… Ceux-ci ne font pas que passer. Ils s'installent plusieurs semaines, voire quelques mois pour profiter des conditions exceptionnelles du golfe de Gascogne.
C'est en les voyant glisser sur leurs vagues, que les pionniers français se mettent à progresser, qu'une nouvelle génération voit le jour. Bernard Capdepont, Christophe Bordenave, Gérard Dabbadie… incarnent cette seconde vague.
Le surf gagne les Landes et la côte girondine avec deux pôles incontournables : Hossegor et Lacanau.

### Le développement fédéral
Jean-Noël Bladinaire succède à Guy Petit qui aura présidé la FFS de 1969 à 1972.
La compétition prend un nouveau tournant avec les frères Jean-Marie et François Lartigau, lesquels remportent pendant quatre années consécutives les championnats de France (1966 à 1969). Cette période est marquée par la mentalité hippie des années 1970. La plupart des surfeurs rejettent la modernité et un fossé se creuse entre ceux qui veulent faire de la compétition et ceux qui veulent seulement surfer.
Les années soixante-dix marquent toutefois le développement de la Fédération française de surfriding. En 1972, elle reçoit la délégation de pouvoir du ministère de la Jeunesse et des Sports pour organiser, développer et réglementer la pratique du surf. Cette même année, Jacques Fagalde devient le troisième président de la fédération.
L'année suivante, un premier pas vers l'enseignement du surf s'effectue avec la création du premier Brevet fédéral de surf.

### La vague tahitienne
Après les Australiens et les Américains, ce sont les Tahitiens qui vont apporter un nouvel élan au surf français. Ceux-ci dominent implacablement les compétitions nationales. Henri Lucas, Patrick Juventin, Arsène Harehoe sont au-dessus. Harehoe, le Dark Horse, remporte notamment cinq titres nationaux entre 1976 à 1989. En 1976, Tahiti accueille même les championnats de France à 20 000 km du siège de la FFS. Le comité tahitien les organisera une seconde fois, en 1987, avant de quitter le giron fédéral avec la création de la Fédération tahitienne de surf. Au cours de la quinzaine d'années de relations étroites, les Polynésiens ont apporté une vague de fraîcheur au surf national. Un engagement total, une insolente décontraction en compétition et une maîtrise parfaite des tubes. Sur le papier, les Tahitiens permettent à la France de dominer le surf européen avec les titres continentaux des cousins Wilfried, Ralf et Christine Sanford et surtout, le titre mondial junior de Vetea « Poto » David, en 1986 à Newquay (Angleterre).
Le surf métropolitain va toutefois superbement réagir. Entrainés par le Biarrot Thierry Sansoube, trois surfeurs vont dominer le surf français pendant de nombreuses années : Thierry Fernandez, Jean-Louis Poupinel et Thierry Domenech. Ceux-ci vont également porter haut les couleurs de la France lors des championnats d'Europe mais aussi du monde dans les années 1980. Avec eux, le surf français négocie un tournant : il dépasse le temps où l'on embarquait pour découvrir les vagues du bout du monde.

### Changement d'appellation
En 1977, Jean-Baptiste Caulonque succède à Jacques Fagalde à la tête de la Fédération. Laquelle, avec le boom du skateboard, est habilitée à réglementer la discipline. La Fédération change de sigle et devient en 1977 la Fédération française de surf et skate. Elle déménage un an plus tard de Biarritz à Seignosse, dans les Landes.
Mais c'est pourtant dans son berceau historique qu'elle revient lorsqu'elle décroche l'organisation des huitièmes championnats du monde. En 1980, Biarritz accueille les mondiaux qui marquent l'émergence d'un jeune américain, Tom Curren. La France sera de nouveau le pays hôte des mondiaux de l'International Surfing Association (ISA) en 1992 (Lacanau) et 2008 (Seignosse). À chaque fois, la fédération est à la baguette.
Jean-Pierre Vilaverde est élu président de la fédération en 1981. Il effectuera un mandat de quatre ans avant d'être remplacé par Jean-Louis Bianco (1985-1988).
Après l'intermède Seignosse, la FFSS déménage et s'installe en 1984 à Hossegor, dans un bâtiment de la mairie. En parallèle au surf, les disciplines associées comme le bodyboard notamment, prennent leur envol.

### La Réunion, nouvel horizon
Après Tahiti, le surf français va s'enrichir d'une autre terre de surf. La Ligue réunionnaise de surf voit le jour en 1984 par la volonté d'un homme : Maxence de la Grange qui parvient, comme Guy Petit en 1964, à fédérer les deux clubs rivaux des Roches Noires et de Boucan Canot Boucan Canot. Sur ce caillou de l'Océan Indien, léché par les swells massifs de l'Antarctique, le surf est apparu au début des années 1970. Influencés par les pionniers australiens, installés sur l'Île Maurice voisine, mais aussi par les Sud-Africains, les Réunionnais se mettent à organiser des compétitions à grande échelle, et une génération de compétiteurs aux dents longues débarque en métropole.
Eric Coutelier est vice-champion de France derrière Vetea David en 1984, Anne-Gaëlle Hoarau va dominer le surf féminin français pendant plus de dix ans, Stéphane Sisco est le no 1 européen du bodyboard pendant cinq ans. Pour progresser et aller chercher le titre en surf, les Réunionnais comprennent que le passage obligé est la formation. Avec Christophe Mulquin et Patrick Florès à leur tête, les sélections réunionnaises dominent les championnats de France dans les années 1990. La génération dorée est symbolisée par Boris Le Texier et Fred Robin, auxquels on ajoutera Alexis Gazzo, Christophe Perry, David Legleye, Hugo Savalli…

### Le surf comme métier mais aussi… à l'école
Le premier diplôme, le Brevet fédéral, voit le jour en 1973. En 1984, un arrêté ministériel créé le Brevet d'État de surf. Le surf se professionnalise. Il y a une réelle volonté de la fédération pour que les surfeurs puissent vivre du surf.
La première session se déroule en septembre 1987. Six récipiendaires obtiennent le premier BE surf. L'enseignement du Surf contre rémunération se légalise, les écoles de Surf commencent à s'implanter sur les côtes et à se développer.
L'enseignement du surf peut être rémunéré. Chose inimaginable vingt ans auparavant, des jeunes surfeurs peuvent vivre du partage de leur passion. Et même correctement en vivre car, spécificité française, à partir de la fin des années 1990, les écoles de surf font le plein, à l'image des écoles de ski dans les stations de montagne.
Les années 1980 sont également marquées par l'apparition du surf à l'école. Véritable obstacle pour vivre une vraie vie de surfeur. Puisque les jeunes désertent l'école pour aller surfer, la Fédération a mis dans l'école... du surf ! Finement joué, car du coup les surfeurs y sont restés. En 1987, la création du Sport-Étude officialise le premier acte et par la suite, l'accompagnement scolaire du haut niveau sera couronné par la labélisation du Pôle France en 1996, quatre Pôles Espoirs complètent le dispositif en région. Ces démarches de la Fédération visent à accompagner le double projet, sportif et scolaire. En parallèle, le surf devient une matière optionnelle au  baccalauréat.

### La mode surf déferle
À la fin des années 1980, un phénomène que personne n'a prédit se produit : la mode du surf sort soudain de son cercle restreint d'initiés et déferle, d'abord sur les plages, puis dans les villes. Les marques de textile, anglo-saxonnes ou françaises, connaissent un essor fulgurant et une croissance à deux chiffres. Le business de la glisse est né, il surfe avec succès sur une image surf bâtie de fun, de liberté, de jeunesse et d'écologie. Par ricochet, les régions atlantiques se voient dotées d'un nouvel atout touristique, l'Aquitaine devient la Californie de l'Europe attirant surfeurs et amateurs de vacances océanes, Biarritz et Hossegor se partagent le titre de capitale du surf.
Une activité économique se développe, créatrice d'emplois pour les jeunes surfeurs
passionnés. Pour entretenir le rêve, les marques investissent dans des compétitions qui se multiplient, et soutiennent activement les champions français. La Fédération française de surf bénéficie de la notoriété du surf et assiste à la création de l'EUROSIMA, entité qui réunit les entreprises du secteur, avec qui elle partage aujourd'hui ses locaux.

### La reconnaissance du mouvement sportif français
En 1989, Jean Saint-Jean succède à Jean-Louis Bianco et prend les rênes de l'institution qu'il présidera jusqu'en 1992.
La Fédération est officiellement reconnue par le Comité national olympique et sportif français en 1989. C'est la première Fédération nationale de surf au monde à être reconnue par son propre Comité National Olympique. Un an plus tard, la Commission Nationale du Sport de Haut Niveau reconnaît le surf comme discipline de Haut Niveau. Le surf bénéficie des dispositions prévues pour les sportifs de Haut Niveau : suivi social, aides individualisées, suivi médical, structures d'accession au Haut Niveau, etc. Toujours en 1990, on assiste à la création d'un poste et nomination d'un Directeur Technique National, agent du Ministère des Sports (France), placé auprès de la FFSS pour en assurer le développement. Francis Distinguin est le premier DTN du surf français, fonction qu'il occupera jusqu'en 2008. Il sera accompagné dans sa mission dès 1994 par un premier cadre technique national, Jean-Paul Destenaves, lequel prendra sa retraite en septembre prochain.
En 1993, Alain Farthouat succède à Jean Saint-Jean à la tête de la Fédération. Un poste de président qu'il occupera jusqu'en 2004.
En 1995, la Fédération française de surf et skate se sépare du skate pour devenir la Fédération française de surf.
Un an plus tard, les appellations antérieures « Sports études, Centre Permanent d'Entraînement et de Formation » sont remplacées par « Pôle France ». Les Pôles Espoirs à La Réunion et en Guadeloupe, puis de Bretagne, obtiendront bientôt leur labélisation. Véritable reconnaissance par le Ministère des Sports (France).
Les années quatre-vingt dix sont marquées par la montée en puissance des équipes de France.  Nicolas Capdeville remporte le premier de ses deux titres mondiaux à Lacanau lors des Mondiaux ISA que la France organise en 1992. Intraitables en Europe, les Français grimpent dans la hiérarchie mondiale et entre dans le Top 5 des nations.
À la fin des années 1990, un phénomène émerge : Jérémy Florès. Né à La Réunion, formé par son père sur les vagues australiennes, il intègre les équipes de France très tôt et deviendra à 17 ans le plus jeune surfeur à remporter le circuit WQS pour intégrer le WCT dès 2007. Il possède à ce jour le plus grand palmarès du surf français.

### Les années 2000
La Fédération française de surf entre dans le 3e millénaire avec une belle reconnaissance : elle est consacrée Fédération Sportive la plus active dans le domaine de l'insertion et de la citoyenneté.
Les années 2000 marquent aussi l'avènement du surf féminin en France. Finis la baignade et le bodyboard, la surfeuse n'attend plus son chéri sur le sable, elle l'a rejoint au line up depuis bien longtemps. Le surf est un sport qui se conjugue de plus en plus au féminin et les surfeuses françaises en font la preuve au plus haut niveau. Anne-Gaëlle Hoarau et Emmanuelle Joly ont leurs successeurs : Marie-Pierre Abgraal, Pauline Ado, Alizé Arnaud, Maud Le Car, Lee-Ann Curren, Justine Dupont, Cannelle Bulard, Johanne Defay.
Avec un tiers des licenciés, plusieurs titres de championnes du monde amateurs et même professionnel junior, deux championnes dans le top mondial (Ado et Defay), de plus en plus de professeurs, d'éducatrices et de responsables associatifs, les filles ont pris ancrage dans la Fédération apportant un réel dynamisme, une vraie ténacité et quelques-unes de ses plus belles victoires.
Ancien cadre technique national, Jean-Luc Arassus succède en 2005 à Alain Farthouat et devient le neuvième président de la Fédération. Il a été réélu en mars 2013 pour un troisième mandat de quatre ans.
La crise économique de 2008, puis le tassement de la mode surf, ouvrent une période difficile pour cette jeune industrie. Mais le nombre de pratiquants continue à augmenter régulièrement et l'industrie, après une période de reconstruction, redémarre, portée par les secteurs du matériel technique et le développement des micros-structures des secteurs de la communication notamment.
Après dix-huit ans de services, Francis Distinguin quitte ses fonctions de Directeur technique national. François Pradier lui succède et assure cette responsabilité de 2008 à 2010, date à laquelle Michel Plateau devient le troisième DTN du surf français. Poste qu'il occupe toujours aujourd'hui.

### Une nouvelle ère
En 2010, la Fédération française de surf obtient la délégation pour la réglementation et le développement de la pratique du Stand up paddle. Ce nouveau support révolutionne la pratique en ouvrant de nouveaux horizons. La Méditerranée devient une terre de prédilection mais désormais chaque cours d'eau voit débarquer les adeptes du Sup…qui ne tarde pas à générer une élite. Aux championnats du monde ISA, la France brille sur les vagues avec le titre mondial d'Antoine Delpero (2012) comme sur les courses avec l'or de Titouan Puyo (2014).
La Fédération française de surf déménage une nouvelle fois pour s'installer durant l'année 2010 dans un bâtiment posé sur la dune de la plage sud à Hossegor.
Frappé de plein fouet par des attaques régulières de requins depuis 2011 (quinze, pour six mortelles), le surf réunionnais semble dans une impasse puisqu'il y est interdit depuis juillet 2013. Deux hommes ont relevé le défi de permettre aux pratiquants de retrouver les vagues en toute sécurité : Christophe Mulquin et Patrick Florès ont été élus aux dernières municipales. Soutenue par la fédération, la Ligue de surf de La Réunion se bat elle aussi pour que la situation redevienne celle d'avant 2011 avec un risque acceptable. En 2003, La Réunion organise les championnats de France. Onze ans plus tard, elle continue à fournir certains des meilleurs surfeurs français comme Florès, Maxime Huscenot, Medi Veminardi, Jorgan Couzinet, Johanne Defay, Amaury Lavernhe.
En janvier 2013, l'Association handi-surf reçoit de la Fédération française de surf l'agrément « Association Nationale ». La FFS donne ainsi délégation à l'Association nationale handi-surf pour développer sur tout le territoire français la pratique du surf et des disciplines qu'elle reconnaît, pour des personnes en situation de handicap.
Cette même année, la Fédération reçoit la mission de créer et de développer le Label Qualité Tourisme dans le secteur des écoles de surf. À ce jour, le label « École française de surf » représente 124 écoles, 260 moniteurs pour une estimation de plus de 60 000 élèves par saison.
Vingt-sept ans après la création du Comité guadeloupéen de surf (1987), les Antillais Léo-Paul Étienne et Kim Véteau remportent la médaille d'or et la médaille d'argent aux championnats du monde juniors ISA 2014 en équateur. Permettant à l'équipe de France de doubler les États-Unis et l'Australie au classement des nations et d'échouer à quelques points du titre mondial que lui arrache Hawaï. La troisième vague des îles arrive des Antilles avec une génération brillante qui déferle avec réussite sur les compétitions de jeunes.
Le surf est aujourd'hui une matière enseignée à l'école : primaire, collège, lycée et université, et après quatorze années à Bayonne, les surfeurs-scolaires déménagent à Biarritz pour la rentrée de septembre.
Elle dispose d'un Directeur technique national, Michel Plateau, ancien compétiteur et membre des équipes de France, et de sept cadres techniques nationaux (CTN).
Le mercredi 20 août 2014, la Fédération française de surf a fêté ses cinquante ans à la Côte des Basques… Là où tout a commencé cinq décennies plus tôt. Étaient présents les surfeurs des années 1960 à 2000, dont notamment René Bégué, Guy Lafite, Joël de Rosnay, Antoine Delpero…
Du 18 au 26 octobre 2014, la Fédération organise ses championnats de France à Hossegor pour célébrer ses cinquante ans. Quelque 450 compétiteurs de la France entière et de l'outremer y participent. Durant dix jours, les conditions sont exceptionnelles pour délivrer les 25 titres des sept disciplines (surf, longboard, Sup, bodyboard, bodysurf, kneeboard et Surf tandem). Le vendredi 24 octobre, elle réunit 200 personnes au Casino de Hossegor pour souffler ses 50 bougies en présence de nombreuses personnalités sportives et politiques ; de certains champions du monde : Jérémy Florès, Pauline Ado, Alizé Arnaud, Amaury Lavernhe, Léo-Paul Étienne et Titouan Puyo ; et de sept des huit présidents de son histoire : Jacques Fagalde, Jean-Baptiste Caulonque, Jean-Pierre Vilaverde, Jean-Louis Bianco, Jean Saint-Jean, Alain Farthouat et Jean-Luc Arassus.
En 2014, la Fédération française de surf regroupait 14 970 licenciés, répartis dans 162 clubs de l'Hexagone et à l'outre-mer. Elle compte par ailleurs 124 Écoles française de surf.
Son palmarès est conséquent avec pas moins de vingt titres individuels de champions du monde, cinquante-trois titres individuels de champions d'Europe, vingt-deux titres par équipes de champions d'Europe et deux titres par équipes de champions du monde.

## Apprendre le surf
Le site ecolefrancaisedesurf.fr répertorie les écoles ayant reçu le label « École française de surf » délivré par la Fédération française de surf. La discipline peut aussi être apprise dans un club affilié à la fédération :

## Les compétitions
La Fédération française de surf organise des championnats de France de surf annuels et un circuit de Coupe de France dans chacune des disciplines associées. Les championnats de France de surf regroupent chaque année à la fin octobre quelque 450 compétiteurs durant une dizaine de jours. Ils délivrent vingt-cinq titres nationaux dans sept disciplines et plusieurs catégories d'âge.
Le circuit de Coupe de France s'étend de mars à septembre et se propose un classement général à l'issue des compétitions dans les différentes disciplines (surf, bodyboard, longboard, Sup…) et catégories d'âge.
Les championnats de France de Sup race ont lieu, eux, début novembre, sur trois jours.
Classement fédéral:
La catégorie Surf Espoirs confronte les enfants à la compétition. Elle accueille les enfants de 12 à 18 ans. La licence est obligatoire lorsque la compétition est fédérale. Les compétitions régionales passent par des sélections. Les championnats de France en catégorie Espoirs suivent le même calendrier que le Championnat de France .

## Les équipes de France
En cinquante ans, l'équipe de France a participé à une soixantaine de championnats du monde et une trentaine de championnats d'Europe. Sans oublier les matches France-Espagne, France-Jersey et les récents France-Afrique du Sud.
Le tout premier déplacement officiel d'une équipe de France de la Fédération date de 1965 : Joël de Rosnay et Philippe Gérard participent aux championnats du monde ISF à Lima, au Pérou. Quatre ans plus tard, la France de Jo Moraïz, Jean-Louis Bianco et des frères Altha, participe aux premiers championnats d'Europe officiels, disputés à Jersey. Elle y prend la 3e place.

### 1975: le premier titre européen
Au cours des années 1960-1970, les résultats français sont inexistants. Il faut même attendre 1975 et l'Eurosurf pour que le Landais Gérard Dabbadie brise l'hégémonie anglo-saxonne en devenant, à Seignosse, le premier Français champion d'Europe de surf.
À cette époque, les surfeurs français profitent davantage des compétitions internationales pour voir du pays, surfer des vagues exotiques et rencontrer les meilleurs mondiaux.

### 1986: le premier titre mondial
En 1986, le jeune Tahitien Vetea David devient le premier Français champion du monde de surf en remportant les mondiaux juniors à Newquay, en Angleterre. Wilfried Sanford est 3e en Open et Anne-Gaëlle Hoarau 2e en dames. À cette époque, les Polynésiens font encore partie de l'équipe de France, qu'ils quitteront en 1990 à la suite de la création de la Fédération Tahitienne. Sur le sol européen, la France assoit désormais sa domination. De 1985 à 1995, elle remporte tous les titres continentaux mis en jeu. Point d'orgue : les championnats d'Europe aux Sables d'Olonne avec le titre par équipes et un podium inédit : 1. Wilfried Sanford, 2. Thierry Domenech, 3. Thierry Fernandez.

### 1992: le bodyboard au sommet
À la fin des années 1980, le surf n'est plus la seule discipline au programme de l'Euro et des mondiaux. Le bodyboard et ses leaders Stéphane Sisco et Nicolas Capdeville permet à la France de récolter de nouvelles médailles : Sisco devient le premier champion d'Europe en 1987, Capdeville remporte le titre mondial en 1992. Vingt ans plus tard, Pierre-Louis Costes et l'équipe de France seront champions du monde aux Canaries (2011). En longboard, Alexis Gazzo se hisse en finale et termine quatrième à Lacanau (1992).

### 2000: objectif podiums mondiaux
En basculant dans les années 2000, l'équipe de France se « professionnalise ». Le staff technique s'étoffe, la préparation se veut plus rigoureuse, les objectifs sont revus à la hausse sur les Mondiaux. Longtemps cinquième ou sixième nations, la France vise maintenant les podiums. À peine bousculée par le Portugal ou l'Espagne lors des Eurosurf open et juniors, la voici désormais dans la roue de l'Australie, les États-Unis et Hawaii. Les titres mondiaux individuels se succèdent Pauline Ado devient la première Française championne du monde en remportant les mondiaux juniors ISA au Brésil-2006. Rico Leroy et Sarah Burel deviennent les premiers Français champions du monde de Surf Tandem en remportant les mondiaux ISA 2008.

### 2009: Florès et Delpero au sommet
L'avènement arrive en 2009 quand Jérémy Florès (surf) et Antoine Delpero (longboard) remportent les mondiaux ISA au Costa Rica. Avec ces deux titres, la France est deuxième au classement des nations, le meilleur résultat de son histoire.
En 2011, la Réunionnaise Cannelle Bulard venge son aînée Anne-Gaëlle Hoarau, triple vice-championne du monde (1986, 1990 et 1992) en réalisant un doublé historique surf open et surf juniors lors des mondiaux ISA du Panama puis du Pérou.

### 2012: Le Sup et ses champions
Le Stand Up Paddle qui est entré dans le giron de l'ISA permet aux Français de s'illustrer. Ainsi, Antoine Delpero devient le premier champion du monde de SUP Surf en remportant les mondiaux ISA au Pérou-2012. Le bodysurf n'est pas en reste puisque cette même année, Fred David devient le premier Français champion du monde de bodysurf lors des World Bodysurfing Championships aux États-Unis.
Quatre ans après son premier titre mondial, Antoine Delpero s'adjuge une nouvelle médaille d'or et permet à l'équipe de France de devenir championne du monde de longboard ISA au Pérou-2013.

### 2014: l'avenir est bleu
L'avenir du surf français semble radieux avec une équipe de France archi-dominatrice durant le dernier Eurosurf juniors de Lacanau-2012 où elle remporte sept des huit titres mis en jeu. Et surtout, un titre de vice-championne du monde juniors au nez et à la barbe des Australiens en avril dernier en Équateur. Vingt-huit ans après Vetea David, Leo-Paul Étienne devient champion du monde juniors.
Un mois plus tard, Titouan Puyo devient le premier Français champion du monde de Stand Up Paddle Race (longue distance) lors des mondiaux ISA au Nicaragua-2014.
En septembre, les juniors confirment que la France est toujours la nation numéro 1 du vieux continent en remportant le titre par équipes lors de l'Eurosurf espoirs aux Açores. Tim Bisso, Léo-Paul Étienne, Marco Mignot et Ben Carpentier sont sacrés.
L'équipe de France termine l'année en beauté aux championnats du monde ISA de bodyboard à Iquique, au Chili. Amaury Lavernhe s'impose en drop knee et prend la deuxième place en Open où Jérémy Arnoux fait quatrième. Anne-Cécile Lacoste est médaille de bronze chez les dames. Alex Castillo est 5e en juniors. Kim Véteau fait 7e en juniors filles. Maxime Castillo est 25e en Open. L'équipe de France remporte la Aloha Cup (tag team) et prend la deuxième place au classement général des nations.

### Bilan des équipes de France de 1964 à 2014
- 20 titres individuels de champions du monde
- 53 titres individuels de champions d'Europe
- 22 titres par équipes de champions d'Europe
- 2 titres par équipes de champions du monde

### Les champions du monde français en équipe de France
- Vetea David (surf junior, 1986)[7]
- Nicolas Capdeville (bodyboard, 1992 et 2002)
- Pauline Ado (surf junior, 2006)
- Jérémy Florès (surf, 2009)
- Antoine Delpero (longboard en 2009 et 2013 ; SUP en 2012)
- Clément Cetran et Dhelia Birou (Tandem, 2010 et 2011)
- Cannelle Bulard (surf junior en 2011 et surf open en 2011)
- Pierre-Louis Costes (bodyboard, 2011)
- Fred David (bodysurf, 2012)
- Maxime Castillo (bodyboard junior, 2012)
- Jérôme Blanco (kneeboard grand masters, 2013)
- Rico Leroy et Sarah Burel (Tandem, 2013)
- Léo-Paul Étienne (surf junior, 2014)
- Titouan Puyo (SUP race, 2014)
- Amaury Lavernhe (bodyboard, 2014)

• Tessa Thyssen (Surf Junior, 2015)

### Chronologie
1964 : Joël de Rosnay participe aux premiers championnats du monde à Manly beach, en Australie.
1965 : Premier déplacement officiel d'une équipe de France. Les pionniers sont Joël de Rosnay et Philippe Gérard, qui représentent la France aux championnats du monde ISF à Lima, au Pérou.
1966 : L'équipe de France participe aux deuxièmes championnats du monde à San Diego, Californie, en octobre. Jean-Marie Lartigau y prend la 26e place.
1969 : L'équipe de France, composée de Jo Moraïz, Jean-Louis Bianco, B. Altha et D. Altha, participe aux premiers championnats d'Europe officiels, disputés fin août à Jersey. Elle y prend la troisième place. Huit ans plus tôt, en septembre 1961, Jacky Rott avait remporté le premier titre européen à Biarritz devant Pierre Laharrague, André Plumcocq, Joël de Rosnay et  Michel Barland.
1971 : La France organise les troisièmes championnats d'Europe à Seignosse et prend la seconde place au classement par nations grâce aux performances individuelles de R. Bégué, Morin, Plumier, Garrigues
1972 : L'équipe de France, composée de Christophe Bordenave, Franck Garrigues, Bernard Capdepont et Philippe Isidori, participe aux championnats du monde ISA de San Diego.
1975 : Gérard Dabbadie brise l'hégémonie anglo-saxonne, qui a débuté en 1969, en devenant, à Seignosse, le premier Français champion d'Europe de surf. L'équipe de France remporte pour la première fois de son histoire les championnats d'Europe.
1978 : Après six ans d'interruption à la suite de l'arrêt des mondiaux amateurs et à la création du circuit professionnel, les championnats du monde sont relancés par l'ISA. À East London, en Afrique du Sud, l'équipe de France prend la quatrième place du classement sur les six nations engagées. Jean-Louis Bianco, Bernard Capdepont, Gérard Dabbadie, Franck Gomis, Thierry Fernandez et Gérard D'Avezac sont du voyage.
1980 : la France organise les huitièmes championnats du monde à Biarritz.
1982 : Cathy Monge prend la 9e place aux mondiaux de Gold Coast, en Australie. Thierry Domenech est 9e en juniors. Marc Sarran est 17e en Open. L'équipe de France est alors composée de Marc Sarran, Bernard Capdepont, Eric Graciet, Thierry Domenech, Thierry Sansoube, Thierry Fernandez, Pierre Nazeyrollas, Michel Larronde, Cathy Monge et Nadège Guillet.
1984 : L'équipe de France prend la sixième place aux championnats du monde de Huntington beach, Californie. L'équipe est composée de Thierry Sansoube, Jean-Louis Poupinl, Eric Graciet, Thierry Domenech, Thierry Fernandez. Poupi termine 25e, soit le meilleur résultat français.
1984 : François Payot (12e) et Charley Puyo (13e) participent aux premiers championnats du monde de kneeboard à Los Angeles, Californie.
1985 : L'équipe de France remporte les championnats d'Europe organisés à Bundoran, en Irlande.
1986 : L'équipe de France B (Dom-Tom) termine à la quatrième place des championnats du monde de Newquay, Angleterre. L'équipe de France A (métropole) est 7e. Le Tahitien Vetea David devient le premier Français champion du monde de surf en remportant les mondiaux juniors à Newquay (Angleterre). Wilfried Sanford est 3e en Open et Anne-Gaëlle Hoarau 2e en dames. À cette époque, les Tahitiens font encore partie de l'équipe de France, qu'ils quitteront en 1990 à la suite de la création de la fédération tahitienne. L'équipe de France de cette époque dispose de deux teams : France A (métropole) et France B (dom-tom). En France A : Thierry Fernandez, Jean-Louis Poupinel, Michel Chardiet, Jean-Marc Vidal, Marc Plumcocq, Pierre Agnes, Olivier Nagouas, Marie-Pascale Curren, Cathy Monge. En France B : Wilfried Sanford, Arsène Harehoe, Teremu Harehoe, Vetea David, Moana David, Idriss Kathrada, Vincent Giraud, Anne-Gaëlle Hoarau, Christine Sanford, Tony Atkins, Maxence de la Grange.
1986 : Christian Plumcocq et Philippe Alonso participent tous les deux aux premiers championnats du monde ISA de kneeboard à Newquay, Angleterre. Ils terminent respectivement 7e et 8e.
1987 : La France organise les championnats d'Europe aux Sables d'Olonne et conserve son titre par équipes avec un podium inédit en surf open : 1. Wilfried Sanford, 2. Thierry Domenech, 3. Thierry Fernandez. Anne-Gaëlle Hoarau remporte le titre européen chez les dames. Stéphane Sisco devient le premier Français champion d'Europe de bodyboard.
1988 : L'équipe de France B (Dom-Tom) termine à la cinquième place des championnats du monde de Puerto Rico. L'équipe de France A (métropole) est huitième. En individuel, Arsène Harehoe est 9e en Open, Anne-Gaëlle Hoarau et Christine Sanford 5e en dames, Stéphane Sisco 4e en bodyboard.
1989 : L'équipe de France remporte les championnats d'Europe de surf à Aveiro, Portugal. Jean-Louis Poupinel est champion d'Europe en surf open, Stéphane Sisco est champion d'Europe en bodyboard.
1990 : L'équipe de France B (Dom) termine à la huitième place des championnats du monde de Chiba, Japon. L'équipe de France A (métropole) est 9e. Anne-Gaëlle Hoarau est vice-championne du monde en surf dames, Nicolas Capdeville 3e et Stéphane Sisco 4e en bodyboard.
1990 : Les Tahitiens qui ont peu à peu quitté le giron fédéral avec la création d'une équipe d'outre-mer lors des championnats du monde 1986 et 1988 (France B, avec la Réunion) passent sous les seules couleurs de leur archipel, un an après la création de la fédération tahitienne. Aux mondiaux ISA du Japon, Heifara Tahutini remporte le titre mondial devant Kelly Slater.
1991 : L'équipe de France remporte les championnats d'Europe de surf à domicile
1992 : L'équipe de France termine à la sixième place des championnats du monde de Lacanau, France. Nicolas Capdeville devient le premier Français champion du monde de bodyboard ISA. Anne-Gaëlle Hoarau est vice-championne du monde de surf ISA pour la troisième fois après 1986 et 1990. Alexis Gazzo prend la médaille de bronze en longboard.
1992 : L'Espagne remporte le premier Eurosurf junior de l'histoire, qu'elle organise à domicile. L'équipe de France prend la deuxième place.
1993 : L'équipe de France prend la sixième place des premiers championnats du monde juniors ISA. François Herr est 5e en U16
1993 : L'équipe de France remporte les championnats d'Europe de surf à Thurso, en Écosse. Didier Piter est champion d'Europe en surf Open, Vincent Giraud est vice-champion d'Europe en surf Open, Emmanuelle Joly est championne d'Europe en surf dames, Anne-Gaëlle Hoarau est vice-championne d'Europe en surf dames, Alexis Gazzo est champion d'Europe en longboard, Eric Graciet est médaillé de bronze en surf senior men, Nicolas Capdeville est vice-champion d'Europe en bodyboard, Philippe Alonso est vice-champion d'Europe en kneeboard, Isabelle Bissière est médaillée de bronze en bodybaord dames.
1994 : L'équipe de France termine à la sixième place des mondiaux ISA à Rio de Janeiro, Brésil. Didier Piter et Boris Le Texier terminent 15e en Open, Emmanuelle Joly est 4e en dames et Nicolas Capdeville vice-champion du monde en bodyboard.
1994 : L'équipe de France remporte les deuxièmes championnats d'Europe de surf juniors organisés en Angleterre. Micky Picon est champion d'Europe en surf cadets, François Herr est vice-champion d'Europe en surf cadets, Tom Frager est médaillé de bronze en surf juniors, Guillaume Decorlieu est vice-champion d'Europe en surf minimes, Sylvie est championne d'Europe en surf filles, David Legleye est champion d'Europe en bodyboard cadets, Pascal Bazurko est champion d'Europe en bodyboard juniors, Janique Hoarau est médaillée de bronze en bodyboard filles.
1995 : L'équipe de France remporte les championnats d'Europe de surf à Praia do Grande, au Portugal. Boris Le Texier est champion d'Europe en surf open, Fred Robin est vice-champion d'Europe en surf open, Anne-Gaëlle Hoarau est championne d'Europe en surf dames, Emmanuelle Joly est vice-championne d'Europe en surf dames, Nicolas Capdeville est vice-champion d'Europe en bodyboard, Michel Plateau est champion d'Europe en surf senior men, Nicolas Guerin est champion d'Europe en surf masters, Alexis Gazzo est champion d'Europe en longboard, Janique Hoarau est vice-championne d'Europe en bodyboard dames, Philippe Alonso est vice-champion d'Europe en kneeboard.
1996 : L'équipe de France termine à la sixième place des mondiaux ISA aux États-Unis. Didier Piter est 7e en Open, Micky Picon 9e en junior, Anne-Gaëlle Hoarau 5e en dames, Alexis Gazzo 4e en longboard et Philippe Alonso 5e en kneeboard.
1996 : Le Portugal remporte l'Eurosurf junior qu'il organise à domicile. L'équipe de France est deuxième
1997 : L'équipe de France termine à la seconde place des championnats d'Europe de surf à Bundoran, en Irlande, derrière le Portugal. Le seul titre individuel revient à Eloïse Bourroux en bodyboard dames. Marie-Pierre Abgraal est vice-championne d'Europe en surf dames, Michel Plateau est vice-champion d'Europe en surf senior men, Philippe Alonso est vice-champion d'Europe en kneeboard, Alexis Gazzo est médaillé de bronze en longboard.
1998 : L'équipe de France termine à la cinquième place des mondiaux ISA à Lisbonne, au Portugal. Fred Robin est 6e en Open, Emmanuelle Joly 4e chez les dames, Nicolas Capdeville 4e en bodyboard
1998 : L'équipe de France remporte les championnats d'Europe de surf juniors qu'elle organise
1999 : L'équipe de France remporte les championnats d'Europe de surf au Portugal. La finale surf open est 100 % tricolore avec : 1. Didier Piter, 2. Patrick Beven, 3. Boris Le Texier, 4. Fred Robin. Emmanuelle Joly est championne d'Europe en surf, Marie-Pierre Abgraal vice-championne d'Europe en surf, Eloïse Bourroux est vice-championne d'Europe en bodyboard dames, Nicolas Guerrin est vice-champion d'Europe en Masters, David Legleye est médaille de bronze en bodyboard, Philippe Alonso est vice-champion d'Europe en kneeboard, Michel Plateau est vice-champion d'Europe senior men, Antoine Cardonnet est médaille de bronze en longboard.
2000 : L'équipe de France termine à la cinquième place des mondiaux ISA à Maracaipe, au Brésil. Fred Robin est vice-champion du monde en Open, Caroline Sarran 8e chez les dames, Alexis Gazzo est 4e en longboard.
2000 : L'équipe de France remporte les championnats d'Europe de surf juniors à Jersey. Fabrice Gelez est champion d'Europe en surf juniors, Hugo Savalli est vice-champion d'Europe en surf juniors, Caroline Sarran est championne d'Europe en surf juniors filles, Jérémy Florès est champion d'Europe en surf minimes, Vincent Duvignac est vice-champion d'Europe en surf minimes, Antoine Cardonnet est champion d'Europe de longboard, Cédric Dufaure est vice-champion d'Europe en bodyboard juniors, Jean-Bernard Levet est vice-champion d'Europe en bodyboard cadet.
2001 : L'équipe de France remporte les championnats d'Europe de surf organisés à Seignosse, en France. L'équipe de France participe aux mondiaux ISA juniors à Narrabeen, Australie. Romain Laulhé est 4e.
2002 : L'équipe de France termine à la quatrième place des mondiaux ISA à Durban, Afrique du Sud. Dix ans après son premier titre, Nicolas Capdeville remporte la catégorie bodyboard. Patrick Beven est 9e en Open, Marie-Pierre Abgraal 4e chez les dames, Jérémy Florès 6e en junior, Héloïse Bourroux est vice-championne du monde en bodyboard
2002 : L'équipe de France termine à la première place des championnats d'Europe juniors à Mimizan, France. Dans des vagues minuscules, seuls quatre des huit titres mis en jeu ont été décernés. Caroline Sarran est championne d'Europe en surf U18 filles, Thibault Dussarat est champion d'Europe en longboard, Thomas Simon est vice-champion d'Europe en surf U14, Joan Duru est médaille de bronze en surf U14, Jérémy Florès est champion d'Europe en surf U16.
2003 : L'équipe de France termine à la cinquième place des mondiaux ISA juniors à Durban Afrique du Sud. Loïc Erran et Romain Laulhé sont 9e en U18, Vincent Duvignac est 13e en U16
2003 : L'équipe de France termine à la seconde place des championnats d'Europe de la Cicer, aux Canaries. La compétition n'a pu aller à son terme après de fortes pluies et une pollution des eaux. Aucun titre individuel n'est décerné.
2004 : L'équipe de France termine à la septième place des mondiaux ISA à Salinas, en Équateur. Loïc Erran est 11e en Open, Emmanuelle Joly 5e chez les dames, Nicolas Capdeville 4e en bodyboard, Heloïse Bourroux 5e en bodyboard dames, Antoine Delpero 4e en longboard.
2004 : L'équipe de France termine à la sixième place des mondiaux ISA juniors à Papenoo, Tahiti. Joan Duru est 3e en U16, Pauline Ado est 16e en U16.
2004 : L'équipe de France remporte les championnats d'Europe juniors à Costa do Caperica, Portugal. Jean-Sébastien Estienne est champion d'Europe de surf U18, Thomas Bady est médaille de bronze surf U18, Joan Duru est champion d'Europe surf U16, Romain Cloître est vice-champion d'Europe surf U16, Marc Lacomare est champion d'Europe surf U14, Damien Chaudoy est vice-champion d'Europe surf U14, Pauline Ado est championne d'Europe surf U18, Timothe Creignou est champion d'Europe de longboard U18, Jérémy Arnoux est vice-champion d'Europe en bodyboard U18, Laury Grenier est médaille de bronze en bodyboard U18, Pierre-Louis Costes est champion d'Europe en bodyboard U16, Guillaume Sautron est médaille de bronze en bodyboard U16, Alice Gironella est médaille de bronze en bodyboard U18 filles
2005 : L'équipe de France termine à la sixième place des mondiaux ISA juniors à Huntington beach, États-Unis. Pauline Ado est 9e en U16, Romain Cloître 16 en U18.
2005 :  L'équipe de France termine à la seconde place des championnats d'Europe à Costa da Caparica, Portugal. Simon Marchand est vice-champion d'Europe en surf Open, Joan Duru médaille de bronze en surf Open, Marie-Abgrall est championne d'Europe en surf dames, Cédric Dufaure est champion d'Europe en bodyboard, Héloïse Bourroux est médaille de bronze en bodyboard dames, Jonathan Larcher est vice-champion d'Europe en longboard
2006 : L'équipe de France termine à la seconde place des mondiaux ISA juniors à Maresias, au Brésil. Pauline Ado devient la première Française championne du monde en remportant les Mondiaux U18, Lee-Ann Curren est 9e en U18, Jérémy Florès est 4e en U18, Romain Cloître 13e en U18, Marc Lacomare est 4e en U16, PV Laborde 9e en U16.
2006 : L'équipe de France termine à la sixième place des mondiaux ISA à Huntington beach, États-Unis. Joan Duru et Romain Laulhé sont 17e en Open, Marie-Pierre Abgraal est 13e chez les dames, Antoine Delpero est 7e en longboard, Amaury Lavernhe 6e en bodyboard, Héloïse Bourroux 4e en bodyboord ondines.
2006 : L'équipe de France remporte les championnats d'Europe de surf juniors à Ferrol, en Espagne. Pauline Ado est championne d'Europe surf U18, Lee-Ann Curren vice-championne d'Europe surf U18, Adrien Toyon vice-champion d'Europe surf U18, Pierre-Valentin Laborde champion d'Europe surf U16, Marc Lacomare vice-champion d'Europe surf U16, Maxime Huscenot champion d'Europe surf U14, Dimitri Ouvré vice-champion d'Europe surf U14, Mathieu Maréchal champion d'Europe longboard, Guillaume Sautron vice-champion d'Europe bodyboard U18, Pierre-Louis Costes vice-champion d'Europe bodyboard U16, Roxane Bonnet vice-championne d'Europe bodyboard U18
2007 : L'équipe de France termine à la septième place des mondiaux ISA Masters à Puerto Rico. Olivier Salvaire est 9e en Masters, Pierre Lagarde 11e en Grand Masters, Jean Labrucherie 11e en Kahunas ; Stephane Jambou, Jean Poupinel, Pierre Lagarde et Olivier Salvaire finissent 3e du Tag Team.
2007 : L'équipe de France termine à la sixième place des mondiaux ISA junior à Costa de Caparica, Portugal. Marc Lacomare est 6e en U18, Maxime Huscenot est 6e en U16, Pauline Ado est 13e en U18.
2007 : L'équipe de France termine à la seconde place des championnats d'Europe qu'elle organise à Anglet. Micky Picon est champion d'Europe en surf Open, Tim Boal vice-champion d'Europe en surf Open, Pauline Ado est championne d'Europe en surf dames, Marie-Pierre Abgrall vice-championne d'Europe en surf dames, Heloïse Bourroux est championne d'Europe en bodyboard dames, Rico Leroy et Sarah Burel sont champions d'Europe de surf tandem, Jonathan Despergers est champion d'Europe de bodysurf, David Dubes est vice-champion d'Europe de bodysurf, Antoine Delpero est vice-champion d'Europe de longboard.
2008 : L'équipe de France termine à la quatrième place des mondiaux ISA au Portugal. Charly Martin est 15e en Open, Marie Dejean est vice-championne du monde dames, Amandine Sanchez est 9e chez les dames, Héloïse Bouroux est vice-championne du monde en bodyboard, Pierre-Louis Costes est 6e en bodyboard, Antoine Delpero est 6e en longboard.
2008 : L'équipe de France termine à la cinquième place des mondiaux ISA junior à Seignosse, France. Marc Lacomare est 4e en U18, Ian Fontaine est 4e en U16, Alizé Arnaud est 6e en U18 filles.
2008 : L'équipe de France termine à la neuvième place des mondiaux ISA Masters au Pérou. Olivier Salvaire est 9e en Masters, Pierre Lagarde est 8e en Grand Masters, Michel Larronde est 8e en Kahunas
2008 : L'équipe de France remporte les championnats d'Europe de surf juniors au Maroc. Les Bleuets trustent quasiment tous les titres : 6 sur 7, dont quatre doublets. Marc Lacomare est champion d'Europe surf U18, Charly Martin vice-champion d'Europe surf U18, Dimitri Ouvré champion d'Europe surf U16, Maxime Huscenot vice-champion d'Europe surf U16, Tom Cloarec champion d'Europe surf U14, Pauline Ado championne d'Europe surf dames, Alizé Arnaud vice-championne d'Europe surf dames, Edouard Delpero champion d'Europe longboard, Yann Salaun champion d'Europe bodyboard Open, Martin Mouradian champion d'Europe bodyboard espoirs, Marine Mainguy vice-championne d'Europe bodyboard dames.
2009 : L'équipe de France Open obtient le meilleur résultat de son histoire en prenant la deuxième place des championnats du monde ISA au Costa Rica. Jérémy Florès remporte le titre en surf open, Antoine Delpero devient le premier Français champion du monde de longboard. Pauline Ado est 4e chez les dames, Rémi Arauzo est 5e en longboard.
2009 : L'équipe de France termine à la cinquième place des mondiaux ISA juniors à Salinas, Équateur. Maxime Huscenot est 3e en U18, PV Lacorde est 7e en U18, Medi Veminardi est 9e en U18, Tom Cloarec est 13e en U16, Cannelle Bulard est 6e chez les filles, Justine Dupont est 8e chez les filles.
2009 : L'équipe de France remporte les championnats d'Europe de surf à Jersey. Vincent Duvignac est champion d'Europe en surf open, Alizé Arnaud est championne d'Europe en surf dames, Glen Letoquin est vice-champion d'Europe en surf senior men, Johanne Defay est vice-championne d'Europe en surf dames, Martin Maroudian est vice-champion d'Europe en bodyboard open, Remy Arouzo est vice-champion d'Europe en longboard.
2010 : L'équipe de France termine à la cinquième place des mondiaux ISA juniors à Piha Beach, Nouvelle-Zélande. Dimitri Ouvré prend la 8e place en U18, Maxime Huscenot la 9e en U18, Cannelle Bulard est 7e en U18 filles
2010 : L'équipe de France termine à la huitième place des mondiaux ISA de Punta Hermosa, au Pérou. Pauline Ado est 4e chez les dames, Alizé Arnaud est 8e, Vincent Duvignac est 15e en Open, Antoine Delpero est 5e en longboard, Rémi Arauzo est 6e en longboard.
2010 : L'équipe de France remporte les championnats d'Europe de surf juniors à Viana do Castello, au Portugal. Dimitri Ouvré est champion d'Europe surf U18, Andy Crière est vice-champion d'Europe surf U16, Nelson Cloarec est champion d'Europe surf U14, Maxime Castillo est champion d'Europe en bodyboard U16
2010 : Clément Cetran et Dhelia Birou France remportent les championnats du monde ISA de surf Tandem à Lacanau, France. Rico Leroy et Sarah Burel sont vice-champions du monde.
2011 : L'équipe de France termine à la septième place des mondiaux ISA juniors à Playa Hermosa, au Pérou. Cannelle Bulard est championne du monde U18, Wiliam Aliotti est 17e en U18, Andy Crière est 9e en U16.
2011 : L'équipe de France termine à la troisième place des mondiaux ISA à Playa Venao, au Panama. Cannelle Bulard est championne du monde dames, Alizé Arnaud est 5e chez les dames, Jérémy Florès est 9e en Open, Antoine Delpero 4e en longboard
2011 : L'équipe de France termine à la neuvième place des mondiaux ISA Masters à Punta Roca, Salvador. Carole Dellerie est 11 en Masters, Eric Graciet est 8e en Kahunas, Jean Labrucherie 5e en Grand Kahunas
2011 : L'équipe de France est championne du monde de bodyboard ISA aux Canaries. Pierre-Louis Costes est champion du monde, Amaury Lavernhe est vice-champion du monde, Anne-Cécile Lacoste est vice-championne du monde dames, Maxime Castillo est 5e en U18
2011 : Clément Cetran et Dhelia Birou France remportent les championnats du monde ISA de surf Tandem à Trestles, États-Unis. Rico Leroy et Sarah Burel sont vice-champions du monde
2011 : L'équipe de France termine à la troisième place de l'Eurosurf à Bundoran, en Irlande. Adrien Valero est 4e en surf Open, Edouard Delpero est 5e en surf Open, Marie Dejean est 3e en surf dames, Thomas Joncour est vice-champion d'Europe surf senior men, Olivier Salvaire est 3e en surf Masters, Alexis Deniel est 3e en longboard, Rémi Arauzo est 4e en longboard, Jérémy Arnoux est 5e en bodyboard, Roxanne Bonnet est 5e en bodyboard dames
2012 : L'équipe de France termine à la seconde place de la China Cup ISA à Hainan, Chine. Marc Lacomare prend la 3e place chez les Open, Justine Dupont la 4e chez les dames
2012 : L'équipe de France termine à la septième place des mondiaux ISA de Stand Up Paddle à Lima, Pérou. Antoine Delpero devient le premier Français champion du monde de Stand Up Paddle Surf. Eric Terrien est médaille de bronze en longue distance et prend la 5e place en Technical race.
2012 : L'équipe de France termine à la 6e place des mondiaux ISA juniors à Playa Venao, Panama. Tommy Boucault est 11 en U18, Nommé Mignot est 5e en U16, Diego Mignot est 6e en U16
2012 : Fred David devient le premier Français champion du monde de bodysurf lors des World Bodysurfing Championships aux États-Unis
2012 : L'équipe de France termine à la seconde place des mondiaux ISA bodyboard à Isla Margarita, au Venezuela. Maxime Castillo devient champion du monde U18, Martin Mouradian est vice-champion du monde drop knee, Yoan Florantin est médaille de bronze en Open
2012 : L'équipe de France remporte les championnats d'Europe de surf juniors à Lacanau en remportant 6 des 8 titres individuels mis en jeu. Tom Cloarec est champion d'Europe surf U18, Nelson Cloarec est vice-champion surf U18, Joséphine Costes est championne d'Europe surf U18, Nommé Mignot est champion d'Europe surf U16, Titouan Boyer est champion d'Europe surf U14, Len's Arancibia est vice-champion d'Europe surf U14, Gaspard Larsonneur est champion d'Europe longboard, Clément Lodeho est champion d'Europe bodyboard U16.
2012 : L'équipe de France termine à la onzième place des mondiaux ISA Masters de Colorado beach, Nicaragua. Eric Graciet est 9e en Kahunas, Gilles Asenjo 7e en Grand Kahunas, Emeline Lopez 11e en Masters
2013 : L'équipe de France termine à la quatrième place de la China Cup ISA à Hainan, Chine. Vincent Duvignac est 3e en Open, Alizé Arnaud est 6e chez les dames.
2013 : L'équipe de France termine à la quatrième place des mondiaux ISA juniors à Playa Jiquiliste, Nicaragua. Andy Crière est médaille de bronze en U18, Kim Véteau est 5e en U16, Eliot Ivarra 6e en U18, Joséphine Costes est 9e en U18 filles
2013 : L'équipe de France termine à la cinquième place des mondiaux ISA kneeboard à Papaara, Tahiti. Jérôme Blanco est champion du monde en Grand Masters, Norbert Sénescat remporte la médaille de bronze en senior men
2013 : Rico Leroy et Sarah Burel remportent les championnats du monde ISA de surf Tandem à Biscarrosse, France.
2013 : L'équipe de France est championne du monde de longboard ISA à Huanchaco, au Pérou. Quatre ans après son premier titre, Antoine Delpero remporte le titre Open, son frère Édouard est 5e, Martin Coret est vice-champion du monde junior et Justine Dupont est troisième chez les dames.
2013 : L'équipe de France termine à la sixième place des mondiaux ISA de Stand Up Paddle à Lima, Pérou. Olivia Piana est double vice-championne du monde en technical race et en longue distance. Antoine Delpero prend la médaille de bronze en SUP Surf. Caroline Angibaud est 4e en SUP Surf. Eric Terrien est 6e en technical race et en longue distance. Le relais français prend la médaille de bronze.
2013 : L'équipe de France termine à la dixième place des mondiaux ISA Masters à Montanita, Équateur. Eric Graciet prend la 4e place en Grand Kahunas, Véronique Hayon est 11e chez les dames.
2013 : L'équipe de France est championne d'Europe par équipes lors de l'Eurosurf des Açores. Vincent Duvignac est champion d'Europe surf open, Alizé Arnaud est championne d'Europe surf dames, Maud Le Car est vice-championne d'Europe surf dames, Rémi Arauzo est vice-champion d'Europe longboaard, Anne-Cécile Lacoste est vice-championne d'Europe en bodyboard, Manu Portet est vice-champion d'Europe senior men, Boris Le Texier est médaille de bronze surf masters, Jérémy Massière est médaille de bronze en longboard, Yoan Florantin est médaille de bronze en bodyboard.
2013 : Paul Grieumard est vice-champion du monde (-14 ans) de bodysurf à Oceanside, aux États-Unis.
2014 : L'équipe de France est vice-championne du monde à l'issue des mondiaux ISA juniors à Salinas, en Équateur. Léo-Paul Étienne devient champion du monde U16, Kim Véteau est vice-championne du monde U18, Nelson Cloarec 7e en U18, Titouan Boyer 9e en U16, Lisa Girardet 9e en U16 filles
2014 : L'équipe de France prend la cinquième place des mondiaux de Stand Up Paddle ISA à la Boquita (surf) et Granada (race), au Nicaragua. Titouan Puyo devient le premier Français champion du monde de Stand Up Paddle Race longue distance. Caroline Angibaud est vice-championne du monde de SUP Surf. Antoine Delpero remporte la médaille de bronze SUP Surf. Eric Terrien remporte la médaille de bronze en longue distance.
2014 : Jonathan Despergers est vice-champion du monde (24/35 ans) de bodysurf à Oceanside, aux États-Unis. Lucas Lalagüe se hisse jusqu'en quarts de finale (18/24 ans).
2014 : L'équipe de France remporte l'Eurosurf juniors en septembre, à Sao Miguel, aux Açores. Tim Bisso est champion d'Europe en surf U18, Léo-Paul Étienne est champion d'Europe en surf U16, Marco Mignot est champion d'Europe en surf U14, Benoît Carpentier est champion d'Europe en longboard. Nelson Cloarec est vice-champion d'Europe en surf U18, Alexandre Castillo est vice-champion d'Europe en bodyboard U18. Tessa Thyssen est médaille de bronze en surf filles U18, Titouan Boyer est médaille de bronze en surf U16, Milo pelage est médaille de bronze en bodyboard U16.
2014 : L'équipe de France termine l'année en beauté aux championnats du monde ISA de bodyboard à Iquique, au Chili. Amaury Lavernhe s'impose en drop knee et prend la deuxième place en Open où Jérémy Arnoux fait quatrième. Anne-Cécile Lacoste est médaille de bronze chez les dames. Alex Castillo est 5e en juniors. Kim Véteau fait 7e en juniors filles. Maxime Castillo est 25e en Open. L'équipe de France remporte la Aloha Cup (tag team) et prend la deuxième place au classement général des nations.